# Il giustiziere sfida la polizia
Il giustiziere sfida la polizia (Una libélula para cada muerto) è un film del 1974 diretto da León Klimovsky.

## Trama
Un killer a Milano sta uccidendo coloro che sono considerati deviati, lasciando una traccia su ogni corpo della vittima una libellula ornamentale, imbevuta del sangue della vittima, ad indagare sul caso è il commissario della squadra mobile di Milano sezione omicidi Paolo Scaporella.